# FC Dinamo Minsk
FC Dinamo Minsk (tiếng Belarus: ФК Дынама Мінск, FK Dynama Minsk; tiếng Nga: ФК Динамо Минск) là câu lạc bộ bóng đá chuyên nghiệp có trụ sở tại thủ đô Minsk, Belarus.
Câu lạc bộ được thành lập vào năm 1927 là một phần của Câu lạc bộ Thể thao Dynamo của Liên Xô. Kể từ khi Belarus giành được độc lập, câu lạc bộ tham dự Giải bóng đá Ngoại hạng Belarus, đã giành được 7 danh hiệu vô địch quốc gia và 3 danh hiệu Cúp bóng đá Belarus.
Dinamo thi đấu các trận sân nhà của họ tại Sân vận động Dinamo có sức chứa 22.246 khán giả. Dinamo là đội bóng Belarus thứ hai, sau BATE Borisov tới được vòng bảng UEFA Europa League (2014–15 và 2015–16).

## Danh hiệu
Belarus
Giải bóng đá Ngoại hạng Belarus
- Vô địch (7): 1992, 1992–93, 1993–94, 1994–95, 1995, 1997, 2004
- Hạng hai: 1996, 2001, 2005, 2006, 2008, 2009, 2014, 2015, 2017
- Hạng ba: 2000, 2003, 2012, 2013, 2016, 2018, 2021

Cúp bóng đá Belarus
- Vô địch (3): 1992, 1994, 2003
- Hạng hai: 1996, 1998, 2013

Siêu cúp bóng đá Belarus
- Vô địch: 1994

 Liên Xô
Giải bóng đá vô địch quốc gia Xô viết
- Vô địch: 1982
- Hạng ba: 1954, 1963, 1983

Cúp bóng đá Xô viết
- Hạng hai: 1965, 1987

Federation Cup
- Hạng hai: 1989

Giải bóng đá hạng nhất quốc gia Xô viết:
- Vô địch: 1953, 1956
- Hạng hai: 1951, 1975
- Hạng ba: 1974, 1978

Belarusian SSR League
- Vô địch: 1937, 1938, 1939, 1945, 1951, 1953, 1956, 1975
- Hạng hai: 1934, 1935, 1946, 1952, 1977
- Hạng ba:1940, 1947

Belarusian SSR Cup
- Vô địch: 1936, 1940
- Hạng hai: 1945

## Đội hình hiện tại
Tính đến tháng 2 năm 2023
Ghi chú: Quốc kỳ chỉ đội tuyển quốc gia được xác định rõ trong điều lệ tư cách FIFA. Các cầu thủ có thể giữ hơn một quốc tịch ngoài FIFA.
| Số | VT | Quốc gia     | Cầu thủ                 |
| -- | -- | ------------ | ----------------------- |
| 1  | TM | Belarus      | Artem Makavchik         |
| 3  | HV | Belarus      | Maksim Shvyatsow        |
| 4  | HV | Belarus      | Ruslan Khadarkevich     |
| 6  | HV | Belarus      | Sergey Politevich       |
| 7  | TV | Belarus      | Artyom Bykov            |
| 8  | TV | Belarus      | Roman Davyskiba         |
| 9  | TĐ | Montenegro   | Dušan Bakić             |
| 10 | TĐ | Belarus      | Uladzimir Khvashchynski |
| 11 | TV | Belarus      | Oleg Nikiforenko        |
| 12 | TM | Belarus      | Daniil Shapko           |
| 13 | TV | Belarus      | Ivan Khovalko           |
| 14 | TV | Belarus      | Anton Putsila           |
| 15 | HV | Belarus      | Aleksandr Svirepa       |
| 16 | TV | Belarus      | Oleg Yevdokimov         |
| 17 | TV | Belarus      | Pavel Sedko             |
| 18 | TĐ | Belarus      | Vladislav Morozov       |
| 19 | TV | Burkina Faso | Abdoul Bandaogo         |
| 20 | HV | Belarus      | Alyaksandr Sachywka     |
| 21 | TM | Belarus      | Fedor Lapoukhov         |

| Số | VT | Quốc gia | Cầu thủ              |
| -- | -- | -------- | -------------------- |
| 22 | HV | Belarus  | Aleksandr Mikhalenko |
| 24 | HV | Belarus  | Aleksey Vakulich     |
| 25 | TĐ | Belarus  | Vladislav Lozhkin    |
| 26 | HV | Belarus  | Vladislav Kalinin    |
| 30 | HV | Brasil   | Orinho               |
| 31 | TM | Belarus  | Denis Shpakovsky     |
| 33 | TV | Belarus  | Nikita Demchenko     |
| 37 | TV | Ukraina  | Maksym Shevchenko    |
| 67 | HV | Belarus  | Roman Begunov        |
| 70 | TM | Belarus  | Andrey Sinenko       |
| 77 | TV | Belarus  | Andrey Rylach        |
| 99 | TV | Nigeria  | Joseph Adah          |
| —  | TV | Belarus  | Mikalay Ivanow       |
| —  | HV | Belarus  | Nikita Khalimonchik  |
| —  | HV | Belarus  | Aleksandr Luzan      |
| —  | HV | Belarus  | Vladislav Lyakh      |
| —  | TV | Belarus  | Maksim Samotoy       |
| —  | TM | Belarus  | Ivan Shimakovich     |
| —  | TV | Belarus  | Anton Susha          |